# 懸浮粒子

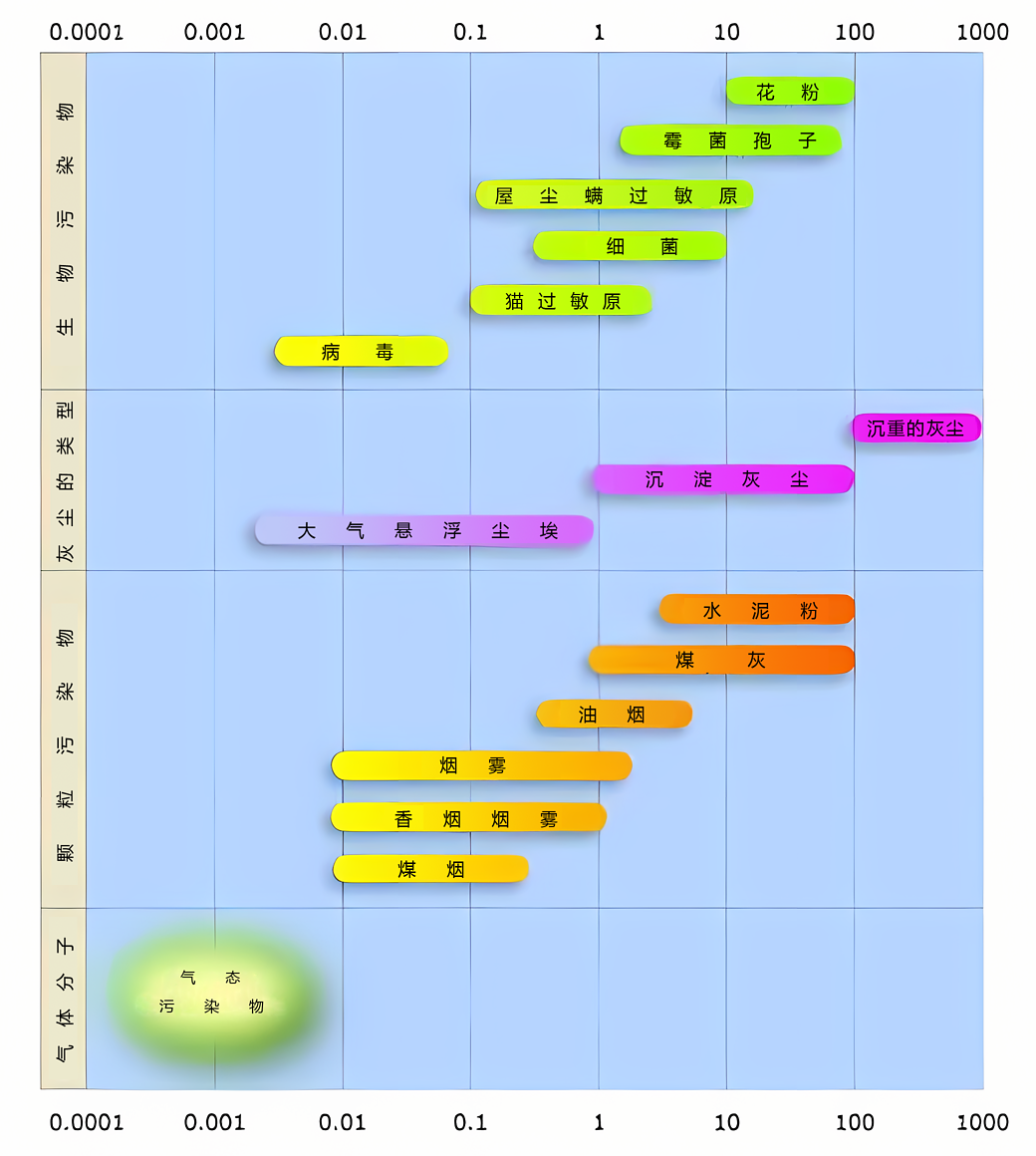
空气悬浮粒子（airborne particles）通常是生物污染物、微粒污染物、气体污染物或灰尘四类。这张图显示了各种类型的空气悬浮粒子的尺寸分布，单位是微米（µm）；左侧纵向条将这些粒子分为前述四类。

懸浮顆粒（particulate matter，PM）又稱细颗粒物、颗粒物、粒状物，简称颗粒（particulates）或微粒，泛指悬浮在空气中的固体颗粒或液滴，顆粒微小甚至肉眼難以辨識但仍有尺度的差異；一般是指大气中的颗粒，故又称大气颗粒物（atmospheric particulate matter）。
在环境科学中，人類活動造成的過量顆粒散布與懸浮為空气污染的主要指標之一，但可能造成生物體不適或影響生態及能量圈循環範圍涵蓋尺度廣泛，從水霧、塵埃、花粉、皮屑、過敏源、霾；人為排放廢氣、灑布農藥、肥料、以及廢棄物如畜牧的糞便遇風揚塵等，一直到前驅物在大氣環境中經過一連串極其複雜的化學變化與光化反應後形成硫酸鹽、硝酸鹽及銨鹽。
其中，颗粒物空气动力学直径（以下简称粒径）小于或等于 10微米（µm）的颗粒物称为颗粒物（PM10）；粒径小于或等于 2.5微米的颗粒物称为细颗粒物（PM2.5），例如室內的二手菸霧。颗粒物能够在大气中停留很长时间，并可随呼吸进入体内，积聚在气管或肺中，影响身体健康。
PM2.5細小顆粒 ，比病毒大，比細菌小，容易帶有毒物質進入人體。
近代研究發現懸浮粒子污染會對呼吸系統的健康產生很大影響，其中包括呼吸道症狀如咳嗽、痰和氣喘，肺功能急性、可逆性衰退，肺部及呼吸道發炎（急性和嗜中性球性發炎），支氣管高反應性，急性期反應，呼吸道感染，急症爆發，呼吸科住院治療，成人肺功能慢性喪失，兒童肺功能發育減慢，哮喘發展，慢性肺病患者過早死亡等。
懸浮粒子為1級致癌物。

## 来源及成分

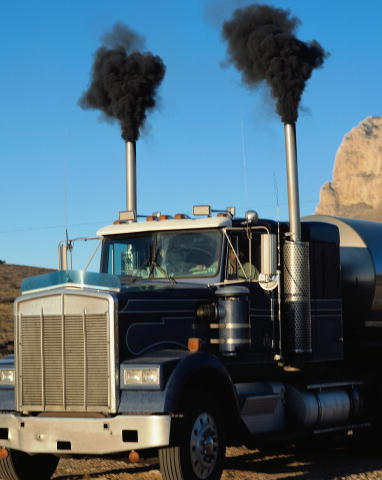
燃燒柴油的卡車，排放物中的雜質導致颗粒物較多

## 各国标准

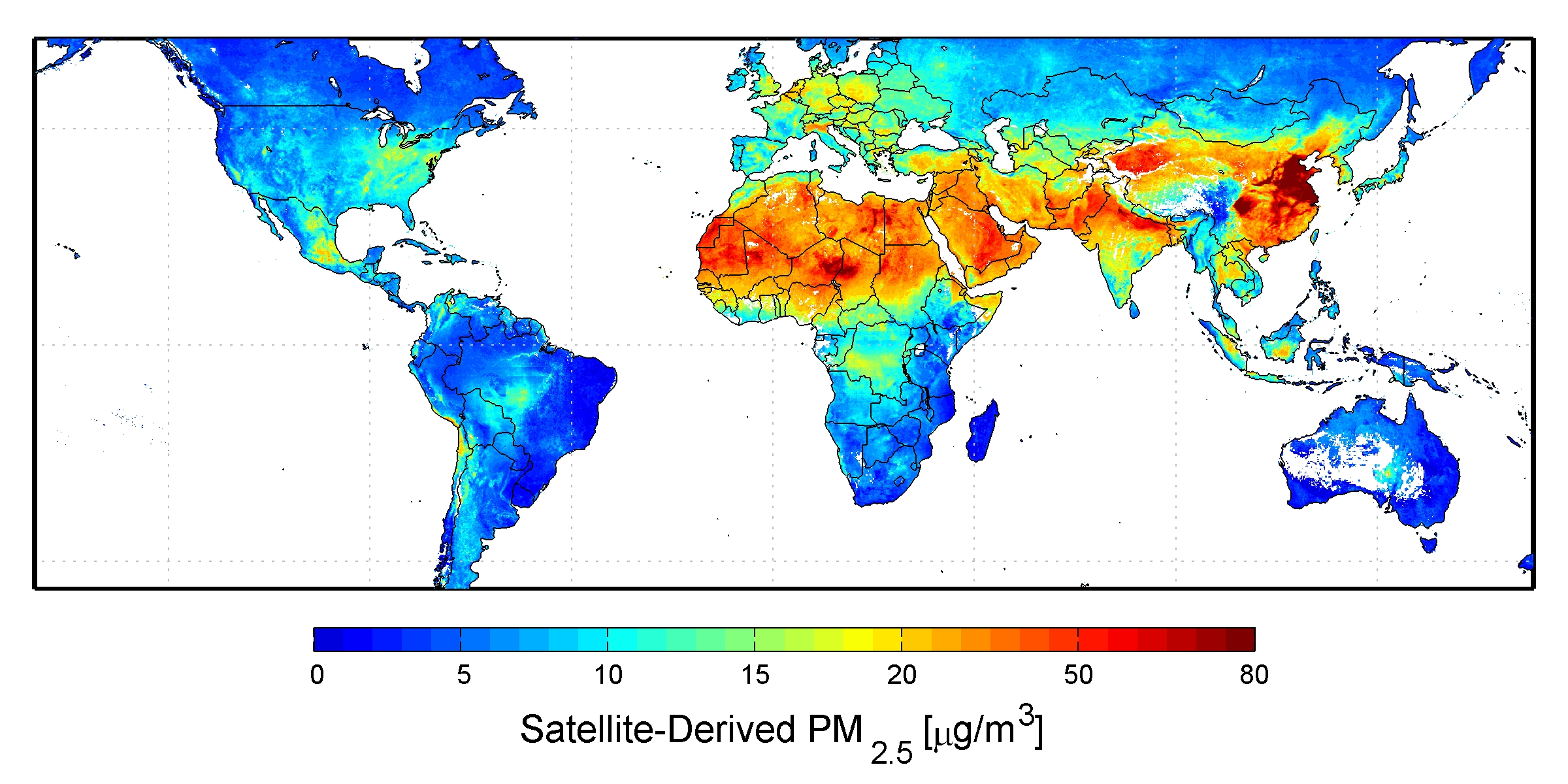
美國航空暨太空總署製作的2001-2006年間全球大氣PM_{2.5}濃度圖。

### 

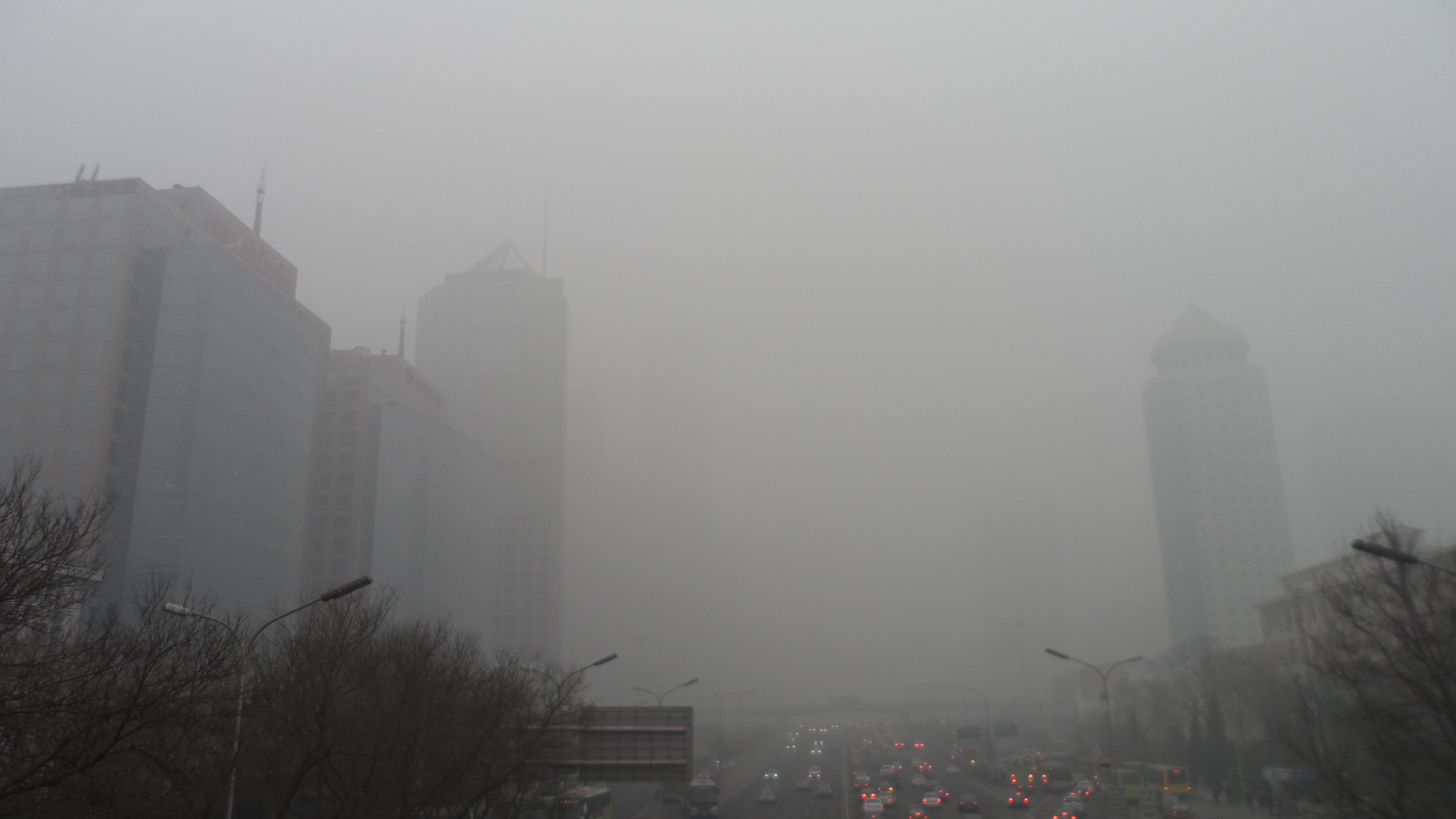
雾霾笼罩下的北京中心商业區